# アドナン・メンデレス大学
アイドゥンアドナン・メンデレス大学（英語:Aydın Adnan Menderes University、トルコ語: Aydın Adnan Menderes Üniversitesi）は、1992年にトルコのアイドゥンに設立された国立大学である。大学の名称は、トルコの元首相であるアドナン・メンデレスに由来している。

## 学部
- 観光学部
- 医学部
- 教育学部
- ナズッリ経済・行政科学部
- 獣医学部
- 農学部
- コミュニケーション学部
- 工学部
- ナズッリ経済・行政科学部
- 歯学部
- 看護学部
- 健康科学部